# Dan Balan
Dan Balan (alternativ scris și Bălan; n. 6 februarie 1979, Chișinău, Moldova) este un cântăreț, compozitor, producător, instrumentist și textier din Republica Moldova, rezident la New York. Este primul și unicul artist din R. Moldova nominalizat pentru premiul Grammy, în calitate de co-autor al hitului „Live Your Life”, interpretat de cântăreața Rihanna și rapper-ul T.I..
A câștigat numeroase premii internaționale din industria muzicală, printre care Echo Awards și MTV Video Music Awards. Este fondatorul faimosului trio O-Zone și, de asemenea, este autorul și producătorul hitului mondial Dragostea din Tei, situat în topul chart-urilor din mai bine de 30 de țări, vândut în mai mult de 12 milioane de copii pe tot mapamondul. Autor și interpret a hiturilor internaționale "Chica Bomb", "Justify Sex", "Freedom".

## Biografie
Dan Balan este fiul vedetei de televiziune Ludmila Balan și al lui Mihai Balan, diplomat, fost ambasador al Republicii Moldova în Israel, iar în perioada 2012 - 2017, șef al Serviciului de Informații și Securitate al Republicii Moldova. Are o soră, prezentatoarea de televiziune Sanda Balan (n. 1984). Bunicul lui Dan Balan de pe linia maternă - Boris Vasiliev, în copilărie a fost deportat în Siberia.

### Copilăria
Dan Balan s-a născut în data de 6 februarie 1979, la Chișinău, Uniunea Sovietică (astăzi în Republica Moldova). Când împlinise 11 ani, părinții îi dăruiseră primul instrument muzical, un acordeon la mâna a doua, pentru că nu-și permiteau să-i cumpere unul nou. După absolvirea unei școli muzicale, părinții, chiar dacă își dau seama că fiul lor are talent muzical, îl îndeamnă pe Dan să aleagă o altă cale în viață și să studieze dreptul. Dan nu se opune și, în 1996, se înscrie la Facultatea de Drept a Universității de Stat din Moldova.

## Începutul carierei
Deși acceptă să le facă pe plac părinților, Dan nu-și abandonează visul de a deveni muzician. Părinții promit să-i cumpere un sintetizator nou-nouț în cazul în care reușește să se înscrie la facultate. Dan nu-i dezamăgește, însă arde de nerăbdare să se ocupe de muzică la modul serios. Fondează prima sa trupă, Inferialis, care promovează stilul gothic doom metal. Dan lucrează cu pasiune, alocând câte nouă ore pe zi repetițiilor și creației. Pe parcursul timpului, se convinge definitiv că vocația sa nu este Dreptul, ci muzica.

### 1996 – 1998: Trupa rock Inferialis
Abandonând studiile la facultate, Dan se concentrează în întregime pe activitatea muzicală, promovându-și propriul grup rock, axat pe muzica undergound. Încearcă, prin muzica sa, să cucerească tot mai mulți fani. La primul concert susținut de trupa sa Inferialis într-o sală de spectacole a unei fabrici din Chișinău, Dan își invită întreaga familie. Mama și bunica rămân șocate de cele văzute și auzite. În schimb, tatăl apreciază eforturile fiului și-i cumpără acestuia un sintetizator nou și scump.
Cu ajutorul acestui instrument, Dan realizează primul album al trupei O-zone și începe astfel o nouă etapă de creație în activitatea sa muzicală. Dan își dă seama că e timpul să se detașeze de stilul undergound. La momentul respectiv, mulți dintre prietenii săi muzicieni nu l-au înțeles, acuzându-l că ar fi dat muzica de suflet pe cea comercială. Dan nu s-a considerat însă niciodată adept doar al muzicii rock/metal, ci s-a văzut mai degrabă atras de activitatea de producător, dispus să abordeze diverse stiluri în muzică.
După primele experimente în noul stil, Dan compune o piesă pop, pe care o și înregistrează. Astfel, la finele anului 1998, apare prima piesă solo, “De la mine”. Este un prim pas spre un alt gen de muzică, cea comercială.

### 1998 - 2005: O-Zone
În 1999, Dan fondează un nou proiect muzical, formația O-zone. I se alătură Petru Jelihovschi, ex-vocalistul trupei Inferialis, care interpretează partiturile rap in trupa nou fondată. În această componență, O-Zone lansează primul album, Dar Unde Ești, care conține 11 cântece și două bonus-track-uri. Albumul s-a bucurat de  un succes mare în Moldova. Șapte dintre piesele incluse pe noul album au devenit super-hituri și s-au aflat pe primul loc în topurile tuturor posturilor de radio din țară.
În paralel, Dan Bălan este și producătorul noului show TV pentru copii Tanti Ludmila Show, ce se bucura de o mare audiență, al cărei prezentatoare era chiar mama sa. Noul proiect televizat avea nevoie de o melodie pentru generic, și Dan a ales o piesă compusă de el însuși cu ceva timp în urmă.
În scurt timp, Petru Jelihovschi părăsește formația pentru a se dedica activității de televiziune și a face carieră în acest domeniu, iar Dan decide să nu se oprească aici și anunță un casting pentru formarea unui nou proiect sub aceeași titulatură O-Zone, însă cu o nouă componență. În ciuda selecțiilor îndelungate, Dan nu a reușit să aleagă un artist potrivit să-l înlocuiască pe Petru în rolul de solist al trupei - niciun candidat nu întrunea exigențele impuse de noul proiect. Atunci, profesoara de canto a lui Dan îi recomandă să facă o probă cu unul dintre elevii săi, Arsenie Toderaș. Acesta trece cu succes această probă și devine noul  solist al proiectului O-zone. În scurt timp după aceea, trupa s-a întregit cu încă un membru, Radu Sîrbu, care aflase despre casting după ce acesta se încheiase. Totuși, a hotărât să-și încerce norocul. L-a sunat pe Dan, a dat proba și astfel a devenit cel de-al treilea solist al formației.
Anul 2001 a fost pentru Dan un an de muncă în studio, unde a pregătit un nou album. La sfârșitul anului, albumul este finalizat și trimis la mai multe case de discuri din România. În scurt timp, patru producători de fonograme îi propun colaborarea. Dan alege label-ul Cat Music.
Astfel, în 2002, se produce lansarea oficială a celui de-al doilea album O-zone, intitulat Number 1. Succesul a venit însă treptat. Primul single, "Numai tu", care a beneficiat și de primul videoclip al formației, nu a satisfăcut așteptările lui Dan și nu a devenit super-hit în România. Cu toate acestea, grupul câștigă nominalizarea la categoria "Cel mai bun videoclip" și ia premiul muzical MTV Romania Music Awards pentru anul 2002.
Instinctul de producător îi spune lui Dan că ar trebui să schimbe ceva în activitatea sa muzicală și astfel alege căi neexploarate până atunci de alți reprezentanți ai pieței muzicale din România, iar rezultatele nu au întârziat să apară. Cel de-al doilea single al trupei, piesa "Despre Tine", devine un adevărat fenomen al industriei muzicale din România. Piesa ajunge super-hit, plasându-se imediat pe prima poziție în chart-ul principal al țării Romania Airplay Top 100, menținându-se pe primul loc timp de 17 săptămâni consecutiv.
În 2003, la ceremonia decernării premiilor MTV Romania Music Awards grupul O-Zone câștigă două trofee, Best Song și Best Dance. În același an, formația este nominalizată la categoria Best Romanian Act în cadrul ceremoniei premiilor MTV Europe Music Awards.
În 2004, grupul câștigă din nou categoria Best Dance la MTV Romania Music Awards și, pentru al doilea an consecutiv, este nominalizată la categoria Best Romanian Act la premiile MTV Europe Music Awards.
Totodată, în 2004, trupa lansează în România single-ul "De ce plâng chitarele", o versiune remake a faimoasei piese din repertoriul legendarei formații Noroc, din anii '70.
Succesul mondial al trupei O-Zone vine în 2003, odată cu lansarea piesei "Dragostea Din Tei" (cunoscută și ca "Numa Numa song"), care aduce recunoaștere mondială trupei, dar și lui Dan personal, în calitate de lider al trupei, care compune și produce toate piesele O-Zone. Datorită efortului și talentului său, apare super-hit-ul "Dragostea din Tei", care devine cel mai vândut single din Europa și Japonia în anii 2004 și 2005. Piesa se situează pe locul întâi în top-chart-urile din peste 30 de țări, ocupând locul trei în topul vânzărilor în Marea Britanie, și se vinde în peste 12 milioane de exemplare pe întreg mapamondul. Astfel, începe o adevărată "ozonomanie". Single-ul  primește statut de "Disc de Platină" și "Disc de Aur" în majoritatea țărilor europene, precum și în țări din Asia și America Latină.
Piesa a fost reinterpretată de peste 200 de artiști, în 14 limbi diferite. De asemenea, super-hit-ul "Dragostea Din Tei" a fost inclus pe lista celor mai vândute single-uri din istoria mondială a muzicii. În 2005, la Berlin, în cadrul ceremoniei de decernare a celor mai prestigioase premii muzicale din Germania, Echo Awards, trupa O-Zone este câștigătoarea premiului Single of the year.
Albumul DiscO-Zone, lansat în anul 2004, devine cel mai vândut album al trupei și obține statut de "Disc de Platină" și "Disc de Aur" în diverse țări, cu vânzări de peste 3,5 milioane de exemplare,  devenind, conform bilanțului de final de an, cel mai vândut album din Japonia în 2004 și, totodată, unul din cele mai vândute  albume în Europa și America Latină. 
În total, albumul s-a menținut în topurile mondiale timp de 188 de săptămâni. 2 single-uri, "Dragostea Din Tei" și "Despre Tine" de pe albumul DiscO-Zone au ocupat primele poziții în chart-urile din diverse țări, menținându-se în topuri, în total, peste 350 săptămâni.
În ianuarie 2005, în perioada de vârf a popularității sale, formația O-zone își încetează oficial existența. Trupa a dat ultimul său spectacol în septembrie 2005, în cadrul festivalului Cerbul de Aur din România.

## Cariera solo

### 2006 - 2009
După desființarea proiectului O-zone, Dan adună o nouă echipă de instrumentiști și începe să lucreze la piese noi. La începutul anului 2006, își stabilește reședința la Los Angeles, unde, împreună cu muzicienii săi, înregistrează, în faimosul studio Ocean Way, un nou album rock. Co-producător al albumului, alături de Dan, este Jack Joseph Puig, cel care, în trecut, lucrase cu artiști precum The Rolling Stones, John Mayer, No Doubt, Eric Clapton etc. Din anumite motive obiective însă, albumul nu a fost lansat.
La începutul anului 2007, după ce revine din SUA, Dan decide să producă un nou proiect experimental. Toate partiturile vocale ale noilor piese sunt interpretate cu falset, ceea ce nu a fost specific artistului până la acel moment. Aceasta este motivul pentru care se decide să lanseze noul material muzical sub un alt nume decât Dan Bălan. Proiectul a fost lansat sub pseudonimul Crazy Loop.
Crazy Loop a fost conceput ca un alter-ego a lui Dan Bălan. Într-un interviu, artistul a descris acest nou personaj ca fiind "un altfel de-a fi al meu, mai hazliu, mai nebun, mai ironic decât sunt eu de fapt în viața de zi cu zi, însă o parte din ‘Crazy Loop’ trăiește în mine". Noul proiect este prezentat în octombrie 2007, concomitent cu noul single "Crazy Loop (Mm Ma Ma)". Piesa a intrat treptat în chart-urile din Germania, Austria, Polonia, România, precum și în chart-ul european Euro Hot 200.
În decembrie 2007, artistul lansează albumul The Power of Shower. În album  sunt incluse atât piese absolut noi, scrise pentru proiectul Crazy Loop, cât și câteva piese din albumul înregistrat în SUA cu un an înainte, rămas needitat.
În primăvara anului 2008 este lansat cel de-al doilea single de pe albumul The Power of Shower, piesa "Johanna, shut up!", de altfel și ultima piesă lansată oficial sub pseudonimul Crazy Loop. Pentru ambele single-uri, au fost filmate la Los Angeles videoclipuri de către regizorul american Marc Klasfeld care a lucrat pe parcursul timpului cu artiști precum Bon Jovi, Avril Lavigne, Backstreet Boys, Jay Z, N'Sync, Enrique Iglesias și alții.
În 2008, Dan este din nou nominalizat la premiile "MTV Europe Music Awards", la categoria "Best Romanian Act", însă de această dată ca solist.
În octombrie 2008, în România și Moldova, deja sub brandul Dan Balan, are loc lansarea oficială a baladei rock "Despre tine cânt (Part 2)", fiind al treilea single de pe același album, The Power of Shower. Piesa a beneficiat și de un videoclip, filmat de regizorul american Greg Olive, la New York.
Pe 17 noiembrie 2009 Președintele interimar al Republicii Moldova Mihai Ghimpu, i-a conferit lui Dan Bălan titlul onorific de “Maestru în Artă” pentru succese în activitatea de creație, contribuție la propagarea artei muzicale și înaltă măiestrie interpretativă.

### GRAMMY Awards
În februarie 2009, Dan Bălan devine primul compozitor din R. Moldova nominalizat vreodată la premiul Grammy, cel mai important și prestigios premiu din industria muzicală mondială, în calitate de co-autor al superhit-ului "Live Your Life", în interpretarea cântăreței Rihanna și a rapper-ului T.I..
Piesa s-a menținut timp de 6 săptămâni pe primul loc în topul Billboard Hot 100, realizând un salt de pe locul 80 pe locul întâi, în doar o săptămână. Single-ului "Live Your life" i se acordă de patru ori Discul de platină – cu vânzări de peste 4.532.000 de copii doar în SUA.
Tot în 2009 este re-editat albumul The Power of Shower, intitulat Crazy Loop Mix. Este o ediție exclusivă, care include patru piese noi: "Friday Night", "My Best Summer", "Judy's Love Line", precum și "Chica Bomb", care marchează începutul unei noi etape în cariera de solist a artistului.

## 2010 – 2014

### Chica Bomb
În aprilie 2010, este prezentat oficial noul single "Chica Bomb". La înregistrarea piesei a participat și solista americană Katie DiCicco și faimosul  DJ italian Andrea Bertolini. "Chica Bomb" devine în scurt timp hit incontestabil și se plasează în top 10 în chart-urile mai multor țări europene, printre care Marea Britanie (locul 7 în UK Dance Chart), Germania, Danemarca, Austria și România (locul 2). În Rusia și Grecia, piesa ajunge pe prima poziție.
Piesa s-a bucurat de aprecierea mai multor critici de specialitate. Nick Levine, critic muzical la revista britanică Digital Spy, caracterizează stilul muzical al peisei ca fiind "a sleek and reasonably sexy electro-house track with a nice bit of synthy bounce to it".
Clipul piesei a fost realizat de faimosul regizor american Hype Williams, cunoscut pentru colaborările sale cu Jay Z, Beyonce, Kanye West, Puff Daddy, Pharell Williams, Christina Aguilera, etc.
În Grecia, "Chica Bomb" a fost lansată  în duet cu pop-starul elen, solista Eleni Foureira. Prezentarea oficială a versiunii elene a cântecului a avut loc în luna mai 2010, la Atena, în cadrul ceremoniei  de decernare a premiilor Mad Video Music Awards.
În Germania, piesa a fost prezentată pentru prima oară în cadrul celui mai popular show de televiziune, Top of the Pops. Pe 11 iunie 2010, Dan Bălan participă, ca invitat special, la ceremonia anuală de decernare a premiilor acordate de industria muzicală din Rusia Muz-TV Awards, unde interpretează  noul său single. În cadrul acestei ceremonii au mai participat, în calitate de invitați speciali, interpretele americane Anastacia și La Toya Jackson. La Toya a primit și un premiu special, pentru "O contribuție deosebită în industria muzicală mondială", decernat în memoria fratelui său, Michael Jackson.

### Justify Sex
Pe 31 iulie 2010, în cadrul festivalului Europa Plus Live din Moscova, Dan Bălan își lansează noua sa piesă, "Justify Sex", care, la fel ca și single-ul anterior, urcă până pe locul întâi în chart-ul rusesc, menținându-se în top timp de 43 săptămâni. Premiera videoclipului pentru piesa "Justify Sex" a avut loc pe 13 octombrie 2010. Filmat la Los Angeles, la baza scenariului se află subiectul filmului american (Friday the 13th).
Regizorul clipului este Jesse Dylan, fiul faimosului artist Bob Dylan), care a semnat și regia filmelor (American Wedding), (Kicking and Screaming), (How High) și altele.
Pe 7 noiembrie 2010, Dan Bălan a fost nominalizat, pentru a patra oară, pentru premiul MTV Europe Music Awards, la categoria Best Romanian Act.

### Лепестками Слёз (Lepestkami Slez)
După un asemenea succes (două single-uri ajung succesiv pe locul întâi în topuri), Dan decide să se orienteze către piața muzicală din Europa de Est și, în vara anului 2010, înregistrează piesa "Лепестками слёз", în duet cu diva pop din Rusia Vera Brejneva. Ideea duetului îi venise lui Dan imediat după prima întâlnire cu Vera, la New York. Această piesă a fost prima lucrare în limba rusă din cariera artistului. Lansarea oficială a single-ului "Лепестками слёз" a avut loc la 29 octombrie 2010 într-o emisiune a postului de radio Love Radio. Piesa devine astfel al treilea single consecutiv care a ajuns pe prima poziție în chart-ul rusesc și în chart-urile statelor CSI (Comunitatea Statelor Independente).
Cunoscutul regizor ucrainean Serghei Solodky regizează un videoclip pentru această piesă. Clipul bate toate recordurile, acumulând peste 24 de milioane de vizualizări pe YouTube la doar câteva luni după lansare, devenind cel mai vizionat videoclip muzical în limba rusă, din întreaga istorie a show-business-ului rusesc.
Piesa este nominalizată la categoria Cel mai bun duet pentru premiul postului TV muzical RU.TV. Ceremonia decernării are loc pe 1 octombrie 2011, la Moscova.
Pe 26 noiembrie 2011, la Palatul de Stat de la Kremllin, Dan Bălan devine laureat în cadrul celei de-a 16-a ceremonie a decernării celui mai prestigios premiu muzical din Rusia, Gramofonul de aur pentru piesa "Лепестками слёз".

### Freedom
În primăvara anului 2011 are loc lansarea oficială a piesei, "Freedom". La înregistrarea piesei au mai participat solistul american Corey Gibson și DJ Andrea Bertolini, cu care Dan mai lucrase până atunci la înregistrarea melodiilor "Chica Bomb" și "Justify Sex".  Piesa  s-a situat chiar din prima săptămână  în topul Hot 30 în Rusia și Ucraina, iar după  câteva săptămâni a urcat pe locul 2. În România, piesa "Freedom" a ajuns pe poziția a 4-a în chart-ul oficial Romanian Top 100 2011. În total, melodia s-a menținut în topuri 49 de săptămâni.
Pe 23 iunie 2011, la Moscova, a fost lansat clipul cu același nume, regizat de Pavel Hudeakov, unul dintre cei mai cunoscuți clipmaker-i din Rusia. Clipul s-a plasat pe o poziție de vârf în topurile canalelor TV de specialitate din Europa, Rusia și țările din CSI.

### Лишь до утра (Liș do utra)
La 26 septembrie 2011, la posturile de radio din Rusia și CSI are loc lansarea piesei "Лишь до утра", al doilea single în limba rusă din cariera muzicală a artistului. La această piesă, Dan a lucrat în studiouri din mai multe țări, precum România, Marea Britanie, Rusia și SUA. Ulterior a avut loc și lansarea piesei în variantă digitală.
Piesa a debutat în chart-ul rusesc al vânzărilor Rusia Top-10. Piese digitale pe poziția a 8-a, la 25 noiembrie 2011. Pe parcursul a patru săptămâni, single-ul a ajuns pe prima poziție. Piesa a reușit să urce până pe poziția 2 în topul general pe țară al radiourilor din Rusia și CSI, și s-a menținut acolo timp de cinci săptămâni. Totodată, piesa s-a aflat în vârful chart-ului ucrainean, menținându-și poziția timp de trei săptămâni.
Dan însuși a scris scenariul clipului, iar realizarea acestuia i-a revenit regizorului francez Steven Ada. Filmările s-au desfășurat în Corsica. Din spusele lui Dan, alegerea regizorului și a locului pentru filmări nu a fost deloc întâmplătoare. În viziunea sa, era nevoie de un regizor înzestrat cu o viziune mai deosebită, similară unui artist fotograf, care ar putea vedea altfel cadrul și lumina, un regizor care să surprindă cât se poate de firesc frumusețea dimineții, a naturii ce se trezește, în contrast cu cei doi îndrăgostiți pentru care această superbă dimineață este și ultima pe care o petrec împreună în viața lor. Rolul eroinei principale în acest clip l-a jucat top-modelul Ioana Raicu, din România.
Premiera clipului a avut loc pe 25 octombrie 2011, concomitent, pe canalul video Ello (YouTube) și pe pagina oficială de Facebook a artistului. Pe 1 iunie 2012, Dan Balan este nominalizat la Premiile canalului muzical de televiziune Muz Tv, la categoria Cel mai bun interpret. La 29 septembrie 2012, la ceremonia decernării Premiului muzical RU.TV din Rusia, Dan Bălan a fost declarat cel mai sexy solist din Rusia, în opinia revistei Woman.ru. Totodată, artistul a mai fost nominalizat la 2 categorii Cea mai bună piesă pentru single-ul "Лишь до утра" și Cel mai bun solist în cadrul aceleeași ceremonii.

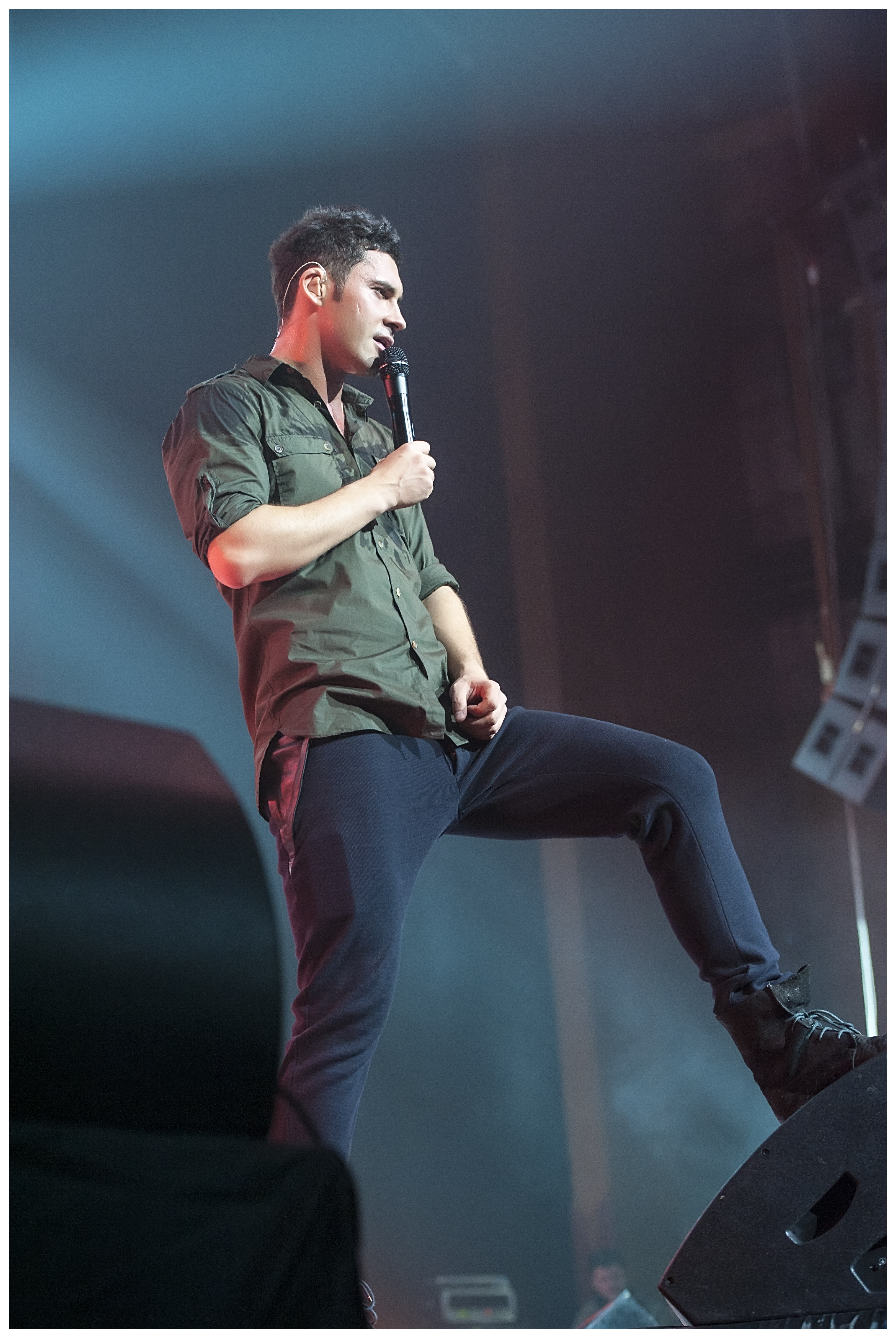
Dan Bălan în 2012

Pe 1 decembrie 2012, Dan câștigă, pentru al doilea an consecutiv, Premiul Gramofonul de aur, pentru hitul "Лишь до утра".
Conform rezultatelor obținute în urma numărului mare de difuzări ale piesei la posturile de radio, pe canalele de televiziune, și luând în considerare atât aprecierile experților muzicali de prim rang, cât și votul dat de ascultători și telespectatori, Dan Bălan obține Premiul Красная звезда la categoria Cea mai bună piesă a anului pentru single-ul "Лишь до утра»" inclusă în top-ul celor mai populare 20 de piese muzicale ale anului  2012 din Rusia.

### Люби (Liubi)
În aprilie 2012, Dan Bălan lansează o nouă piesă pop-rock, în limba rusă, "Люби".
Piesa intră direct în top 20 Hot Singles și, la scurt timp, ajunge pe locul 1 în Top Hit Weekly Audience Choice, pe poziția  13 în Chart-ul rusesc general și pe locul 2 în Top-ul oficial din Ucraina.
Videoclipul piesei "Люби" a fost filmat de regizorul Alan Badoev, cunoscut pentru lucrările sale realizate împreună cu staruri de top din Rusia și de pe întregul mapamond. Partenera lui Dan în acest clip este Ecaterina Vilkova, vedetă de teatru și cinema din Rusia. Pentru artistă, aceasta a fost prima experiență de filmare la un videoclip.

### AlbumulFreedom (Part 1)
Pe 29 noiembrie 2012, apare pe piață un nou album solo a artistului, sub titulatura "Freedom (Part 1)", care include 13 piese și patru remixuri, înregistrate în diverse studiouri din SUA, Anglia, Italia și România. Printre acestea se află atât hiturile deja cunoscute, precum "Сhica Bomb", "Justify Sex", "Лепестками Слёз", "Freedom", cât și piese noi: "Lonely", "Cry Cry" etc.
Prezentarea albumului are loc în sala ARENA Moscow Concert Hall din Moscova, în cadrul unui mare recital, în care Dan a interpretat o bună parte dintre piesele incluse pe noul său album, dar și câteva dintre hiturile sale mai vechi, din repertoriul O-Zone.
În scurt timp, albumul Freedom (Part 1), fiind unul dintre cele mai vândute în Rusia, obține statutul de “Disc de Aur”.

### Lendo Calendo
În mai 2013, Dan lansează un nou single, "Lendo Calendo". Piesa a fost înregistrată împreună cu tânăra solistă Tany Vander și cu raperul american Brasco, al cărui producător este Timbaland. Dan interpretează partea sa din compoziție în limba spaniolă, motiv pentru care artistul studiază o perioadă îndelungată această limbă la Barcelona.
Piesa s-a situat pe locul întâi în iTunes Chart Russia, devenind un nou hit nr. 1 al solistului. Totodată, a intrat inclusiv în topurile din România și din țările CSI. Videoclipul piesei, la care Dan a lucrat cu același regizor Alan Badoev, a fost prezentat publicului pe 9 iulie 2013. Modelele din clip au fost alese în urma unui casting, la care au participat peste 300 de candidate.
Pe 25 mai 2013, Dan Balan este nominalizat la categoria Cel mai bun solist în cadrul premiilor anuale oferite de postul muzical de televiziune RU.TV din Rusia.
Pe 19 noiembrie 2013, artistul  este declarat câștigător la categoria"Cel mai bun solist” în cadrul premiilor "Real Musicbox", organizate de postul TV de specialitate "Musicbox", din Rusia.
Pe 30 noiembrie 2013, Dan Balan câștigă premiul  Gramofonul de aur, al treilea în cariera sa muzicală, pentru piesa "Люби".

## 2014 - 2015
În ianuarie 2014, la Londra, Dan începe înregistrarea unui nou album. El este atât compozitorul, textierul cât și producătorul albumului. Noile piese au fost inregistrate în legendarele studiouri Abbey Road, AIR Studios,  RAK Studios, Strongroom Studios și Sarm Studios. La înregistrări au participat Marea Orchestră Simfonică a Uniunii Muzicienilor din Marea Britanie, corul London Community Gospel Choir, Marele cor londonez London Voices, dirijat de Terry Edwards și Ben Parry, precum și instrumentiști precum bateristul trupei Massive Attack, Julien Brown, chitaristul Seton Daunt, care, în trecut, a lucrat cu Nelly Furtado, Robin Thicke și Kylie Minogue, formațiile Blue și Sugarbabes, percuționistul Andy Duncan, cunoscut datorită activității comune cu Robbie Williams, David Bowie, Joe Cocker, Tom Jones, Kylie Minogue și alții.
La aranjamentul muzical pentru orchestra simfonică și-au dat concursul Chris Elliott, care în trecut a scris partea de orchestră simfonică pentru albumele unor artiști precum Adele, Mark Ronson, Amy Winehouse, Shakira, Joe Cocker sau One Direction. Prima piesă din noul album prezentat publicului în septembrie 2014 a fost single-ul "Домой". Spre deosebire de lucrările anterioare ale artistului, compoziția "Домой" a ieșit parțial experimentală, întrucât are un stil mai deosebit, neobișnuit pentru artist, destinat unui auditoriu mai matur. Totodată, conform declarațiilor artistului, această piesă se deosebește de celelalte de pe noul său album, care sunt concepute într-un alt gen muzical.
Lansarea noului single "Funny Love" a avut loc pe 14 octombrie 2015.

## Discografie

### Albume
| An   | Titlu          |
| ---- | -------------- |
| 1999 | Dar, Unde Ești |
| 2002 | Number 1       |
| 2004 | DiscO-Zone     |

| An   | Titlu               |
| ---- | ------------------- |
| 2007 | The Power of Shower |
| 2009 | Crazy Loop Mix      |

| An   | Titlu            |
| ---- | ---------------- |
| 2012 | Freedom (Part 1) |

### Single-uri
| An   | Titlu                   |
| ---- | ----------------------- |
| 2002 | "Numai Tu"              |
| 2003 | "Despre Tine"           |
| 2003 | "Dragostea Din Tei"     |
| 2004 | "De Ce Plâng Chitarele" |

| An   | Titlu                   |
| ---- | ----------------------- |
| 2007 | "Crazy Loop (Mm-ma-ma)" |
| 2007 | "Johanna (Shut Up!)"    |

| An   | Titlu                       |
| ---- | --------------------------- |
| 1998 | "De La Mine"                |
| 2008 | "Despre Tine Cânt (Part 2)" |
| 2010 | "Chica Bomb"                |
| 2010 | "Justify Sex"               |
| 2010 | "Лепестками слез"           |
| 2011 | "Freedom"                   |
| 2011 | "Лишь до утра"              |
| 2012 | "Люби"                      |
| 2013 | "Lendo Calendo"             |
| 2014 | "Домой"                     |
| 2015 | "Funny Love"                |
| 2015 | "Плачь"                     |

## Videoclipuri
| Anul | Videoclipul                 | Proiectul                           | Regizor         | Albumul             |
| ---- | --------------------------- | ----------------------------------- | --------------- | ------------------- |
| 2001 | "Numai Tu"                  | O-Zone                              | Dmitry Voloshin | Number 1            |
| 2002 | "Despre Tine"               | O-Zone                              | Dmitry Voloshin | DiscO-Zone          |
| 2003 | "Dragostea Din Tei"         | O-Zone                              | Dmitry Voloshin | DiscO-Zone          |
| 2003 | "De Ce Plâng Chitarele"     | O-Zone                              | Dmitry Voloshin | DiscO-Zone          |
| 2007 | "Crazy Loop (Mm-ma-ma)"     | Crazy Loop                          | Marc Klasfeld   | The Power of Shower |
| 2008 | "Johanna (Shut Up!)"        | Crazy Loop                          | Marc Klasfeld   | The Power of Shower |
| 2008 | "Despre Tine Cânt (Part 2)" | Dan Balan                           | Greg Olive      | The Power of Shower |
| 2009 | "Chica Bomb"                | Dan Balan                           | Hype Williams   | Crazy Loop Mix      |
| 2010 | "Justify Sex"               | Dan Balan feat Vera Brezhneva       | Jesse Dylan     | Freedom (Part 1)    |
| 2010 | "Лепестками слёз"           | Dan Balan                           | Serghei Solodki | Freedom (Part 1)    |
| 2011 | "Freedom"                   | Dan Balan                           | Pavel Hudiakov  | Freedom (Part 1)    |
| 2011 | "Лишь до утра"              | Dan Balan                           | Steven ADA      | Freedom (Part 1)    |
| 2012 | "Люби"                      | Dan Balan                           | Alan Badoev     | Freedom (Part 1)    |
| 2013 | "Lendo Calendo"             | Dan Balan feat Tany Vander & Brasco | Alan Badoev     | Single              |
| 2015 | "Funny Love"                | Dan Balan                           | Alan Badoev     | Single              |
| 2015 | "Плачь"                     | Dan Balan                           | Alan Badoev     | Single              |
| 2018 | "Allegro Ventigo"           | Dan Balan feat Matteo               |                 |                     |
| 2019 | "Dragostea din Tei"         | Dan Balat feat Katerina Beagu       |                 | Single              |

## Premii și distincții
- 2009: “Maestru în Artă” (Republica Moldova)[43][44]

Premii muzicale
| An   | Proiect                       | Nominalizare             | Premiu              | Lucrarea nominalizată/Artistul | Rezultat     |
| ---- | ----------------------------- | ------------------------ | ------------------- | ------------------------------ | ------------ |
| 2002 | O-Zone                        | MTV Romania Music Awards | Best Video          | "Numai Tu"                     | Câștigat     |
| 2003 | O-Zone                        | MTV Romania Music Awards | Best Song           | "Despre Tine"                  | Câștigat     |
| 2003 | O-Zone                        | MTV Romania Music Awards | Best Dance          | "Despre Tine"                  | Câștigat     |
| 2003 | O-Zone                        | MTV Europe Music Awards  | Best Romanian Act   | O-Zone                         | Nominalizare |
| 2004 | O-Zone                        | MTV Romania Music Awards | Best Dance          | "Dragostea din Tei"            | Câștigat     |
| 2004 | O-Zone                        | MTV Europe Music Awards  | Best Romanian Act   | O-Zone                         | Nominalizare |
| 2005 | O-Zone                        | Echo Awards              | Single of the year  | "Dragostea din tei"            | Câștigat     |
| 2008 | Crazy Loop                    | MTV Europe Music Awards  | Best Romanian Act   | Crazy Loop                     | Nominalizare |
| 2009 | Dan Balan                     | Grammy Awards            | Best Rap Album      | "Live Your Life (T.I. song)"   | Nominalizare |
| 2010 | Dan Balan                     | MTV Europe Music Awards  | Best Romanian Act   | Dan Balan                      | Nominalizare |
| 2011 | Dan Balan feat Vera Brezhneva | Golden Gramophone Award  | Golden Gramophone   | "Лепестками слёз"              | Câștigat     |
| 2011 | Dan Balan feat Vera Brezhneva | RU TV Awards             | Best Duo            | "Лепестками слёз"              | Nominalizare |
| 2012 | Dan Balan                     | RU TV Awards             | Sexiest male singer | Dan Balan                      | Câștigat     |
| 2012 | Dan Balan                     | RU TV Awards             | Best Song           | "Лишь до утра"                 | Nominalizare |
| 2012 | Dan Balan                     | RU TV Awards             | Best male artist    | Dan Balan                      | Nominalizare |
| 2012 | Dan Balan                     | Golden Gramophone Award  | Golden Gramophone   | "Лишь до утра"                 | Câștigat     |
| 2013 | Dan Balan                     | Krasnaya Zvezda          | Best Song           | "Лишь до утра"                 | Câștigat     |
| 2013 | Dan Balan                     | RU TV Awards             | Best male artist    | Dan Balan                      | Nominalizare |
| 2013 | Dan Balan                     | Musicbox Awards          | Best male artist    | Dan Balan                      | Câștigat     |
| 2013 | Dan Balan                     | Golden Gramophone Award  | Golden Gramophone   | "Люби"                         | Câștigat     |